# زيوت البستنة
زيوت البستنة أو الزيوت ضيقة المدى هي زيوت خفيفة الوزن  إما بترولية أو نباتية تستخدم في الزارعة والبستنة. حيث عادةً ما يتم استخدامها كرذاذ لرش أسطح النباتات لمكافحة الحشرات والعث. يتم خلطها مع المياة. الطريقة الرئيسية التي تقتل بها الحشرات والآفات عن طريق خنها، وتكون فعالة فقط إذا تم تطبيقها مباشرة على الآفة. تعتبر الزيوت بشكل عام مناسبة «لمكافحة الآفات العضوية كالحشرات»، وتم السماح بمعظم هذه الزيوت بموجب البرنامج العضوي الوطني الأمريكي.

## أنواع زيوت البستنة

### زيت خامل
زيت يستخدم على النباتات الخشبية خلال موسم الخمول قبل أن تبدأ براعم الزهور في بتفتح . يشير هذا المصطلح في الأصل إلى زيوت ثقلة لكنها غير آمنة للاستخدام على النباتات بعد كسر السكون فترة النمو النشط فقد تتلف أوراق الشجر. لذلك، فقد تم استبدال هذه الزيوت الخام بزيوت مكررة وخفيفة الوزن يمكن استخدامها في أوراق الشجر. يشير الزيت الخامل الآن إلى وقت الاستخدام وليس إلى نوع مميز من الزيت.

### زيوت البستنة النباتية
زيت مشتق من بذور بعض المحاصيل الزيتية (مثل فول الصويا والكانولا وبذور القطن) و يتم يستخدم لمكافحة آفة على النباتات.

### الزيوت المعدنية
زيت مشتق من البترول (على عكس الزيوت النباتية).

### زيت ضيق المدى
زيت مكرر بدرجة عالية وله نطاق رش ضيق. تندرج الزيوت ضيقة النطاق في تصنيف الزيوت فاخرة.

### زيت الرش
زيت مصمم ليتم مزجه مع الماء ويوضع على النباتات كرذاذ لمكافحة الآفات.

### زيت الصيف
زيت يستخدم على النباتات عند وجود أوراق الشجر (وتسمى أيضًا الزيوت الورقية). كما هو الحال مع الزيت الخامل ، يشير المصطلح الآن إلى الوقت الذي يتم فيه تطبيق الزيت بدلاً من خصائص الزيت حيث يتم استخدام هذه الزيوت في فصل الصيف.

### الزيت الفائق
مصطلح يستخدم لتصنيف الزيوت المحسنة  عالية التكرير التي يتم تقطيرها عند درجات حرارة أعلى قليلاً وعلى نطاق أوسع من الزيوت ضيقة النطاق. تلبي معظم الزيوت البستنة خصائص الزيت المتفوق وهي الكثر امانًا.

### زيت ممتاز
مصطلح نشأ من قبل P.J. Chapman في عام 1947 لتصنيف زيوت الاستخدام الصيفي التي تفي بمواصفات معينة. ويشمل ذلك نسبة عالية من الهيدروكربونات البرافينية والتنقية التي تسمحت باستخدامها على مدار السنة دون ان تسبب ضررعلى النباتات. منذ ذلك الحين ، أدت التطورات الأخرى إلى إنتاج زيوت يتم تقطيرها على نطاق ضيق لدرجة الحرارة. يُشار الآن إلى معظم الزيوت المتفوقة على أنها زيوت ضيقة النطاق.